# Käsekuchen

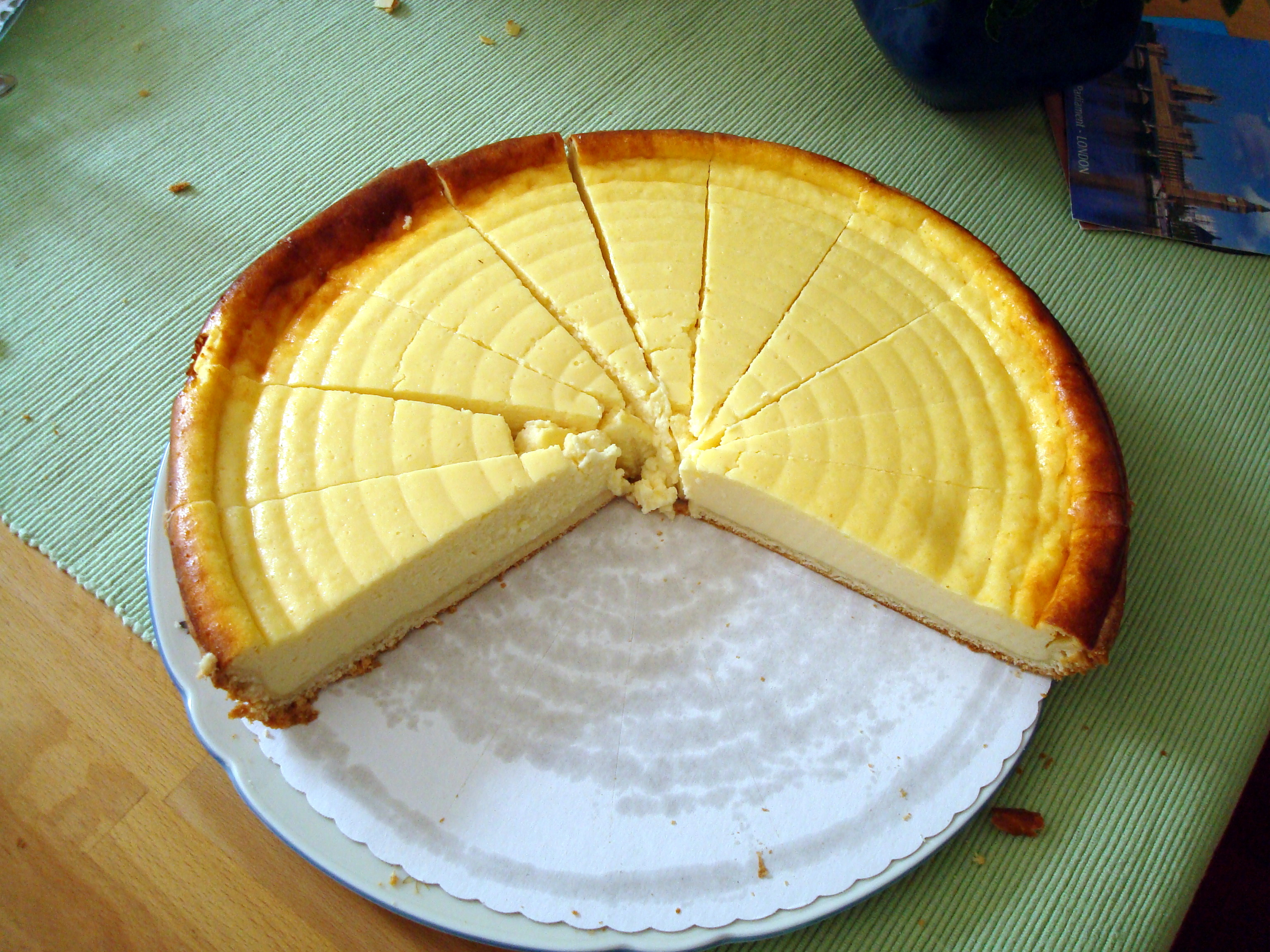
Käsekuchen aus Quark

Der Käsekuchen oder Quarkkuchen ist eine feine Backware, die zu Hauptteilen aus Quark oder einem anderen ungesalzenen Frischkäse, Eiern, Milch und Zucker gebacken wird. Käsekuchen werden in offener, gedeckter oder gefüllter Form hergestellt. Nach den Leitsätzen des Deutschen Lebensmittelbuchs werden auf 100 kg Teig mindestens 150 kg Käsemasse und für die Käsemasse mindestens 30 Prozent Speisequark (Frischkäse) verwendet.
Käsesahnetorte (in Österreich Topfenoberscremetorte) zählt zu den zusammengesetzten Sahnetorten, während Quarktorte (in Österreich: Topfentorte) zu den gebackenen Käsetorten gehört.

## Herstellung
Für den Käsekuchen mit Boden wird zunächst der Boden aus Mürbeteig oder Hefefeinteig hergestellt, dann die Quarkfüllung darüber gegossen und der Kuchen gebacken.
Eine vereinfachte Variante des Käsekuchens ist der bodenlose. Hierbei werden einfach die Zutaten der Quarkmasse mit Weichweizengrieß oder Maisgrieß zusammengerührt und gebacken.

## Geschichte
Die am frühesten bekannten literarischen Überlieferungen eines Käsekuchens stammen von Athenaios, einem Buntschriftsteller in der Antike. Athenaios' Werke zählen zu den wichtigsten Quellen für die antike Küche, da er sich auch auf viele weitere Schriftsteller bezieht, deren Werke jedoch verloren gegangen sind. In seinem Werk Gastmahl der Gelehrten (altgriechisch Δειπνοσοφισταί Deipnosophistaí zu deĩpnon ‚Mahl‘ und sophistḗs ‚Gelehrter‘) übermittelt er unter anderem die folgende überlieferte Geschichte: Xanthippe, die Ehefrau des Philosophen Sokrates, sei während eines ihrer sprichwörtlich gewordenen Zornausbrüche auf einem Käsekuchen herumgetrampelt. Alkibiades hatte diesen Käsekuchen an Sokrates schicken lassen. Sokrates reagierte auf lakonische Weise, nun hätte auch sie keinen Anteil mehr an dem Kuchen.
Weiterhin berichtet Athenaios von Demetrios von Skepsis, der in seinem Kommentar zu den Trojanern in der Ilias des Homer ein Dorf erwähnte mit dem Namen „Käsekuchen“ (altgriechisch πλακοῦς plakoũs ‚Platte‘), nahe bei Theben gelegen.
Schließlich zitiert Athenaios Kallimachos, der als Begründer der wissenschaftlichen Philologie gilt. Kallimachos habe mehrere Schriften mit Käsekuchenrezepten erwähnt, darunter eines von Aigimios, vermutlich ein griechischer Arzt, eine Schrift das Kuchenmachen betreffend (altgriechisch πλακουντοποιικόν σύνγραμμα plakountopoiikón sýngramma). Aigimios lebte wahrscheinlich wie Hippokrates zwischen dem 5. und dem 4. Jahrhundert v. Chr.
Für denselben Zeitraum wird die Beliebtheit eines Käsekuchens aus Quark oder Sauerrahm im antiken Griechenland bezeugt. Die Römer übernahmen die Zubereitung von den Griechen. Entsprechende Rezepte sind aus der Sammlung von Cato dem Älteren überliefert.
Ein Rezept aus dem späten Mittelalter stammt aus dem französischen Kochbuch Le Viandier aus dem 14. Jahrhundert. Das älteste moderne (deutschsprachige) Käsekuchenrezept enthält das Kochbuch von Anna Wecker aus dem Jahr 1598. Als Zutaten gab sie neben Quark Eier, Zucker, Butter und Zimt an. Das Vollständige Nürnbergische Kochbuch von 1691 enthält 100 Jahre später gleich mehrere Rezepte für „Eyer-Käß-Dorten“.
Im Jahr 1845 wurde Käsekuchen wie folgt beschrieben:

„...Zum Überstreichen wird ein Suppenteller noch weicher weißer Käse mit süßer Sahne verrührt und mit 1 Obertasse geschmolzener Butter, Zucker und Zimt nach Geschmack, 2 Eiern und 250 Gramm gut gewaschenen Korinthen durchgemischt - Man rollt den Teig auf einer Platte dünn aus, läßt ihn aufgehen, streicht die etwas erwärmte Käsemasse darauf und backt ihn schnell wie Butterkuchen.“

## Regionale Spezialitäten

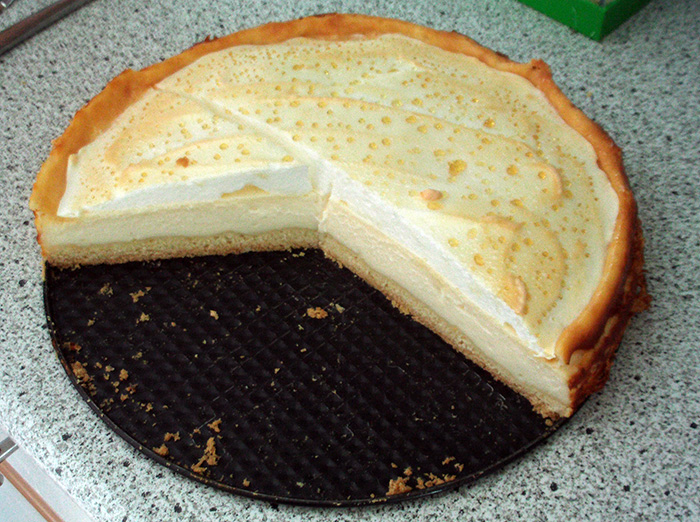
Tränchenkuchen

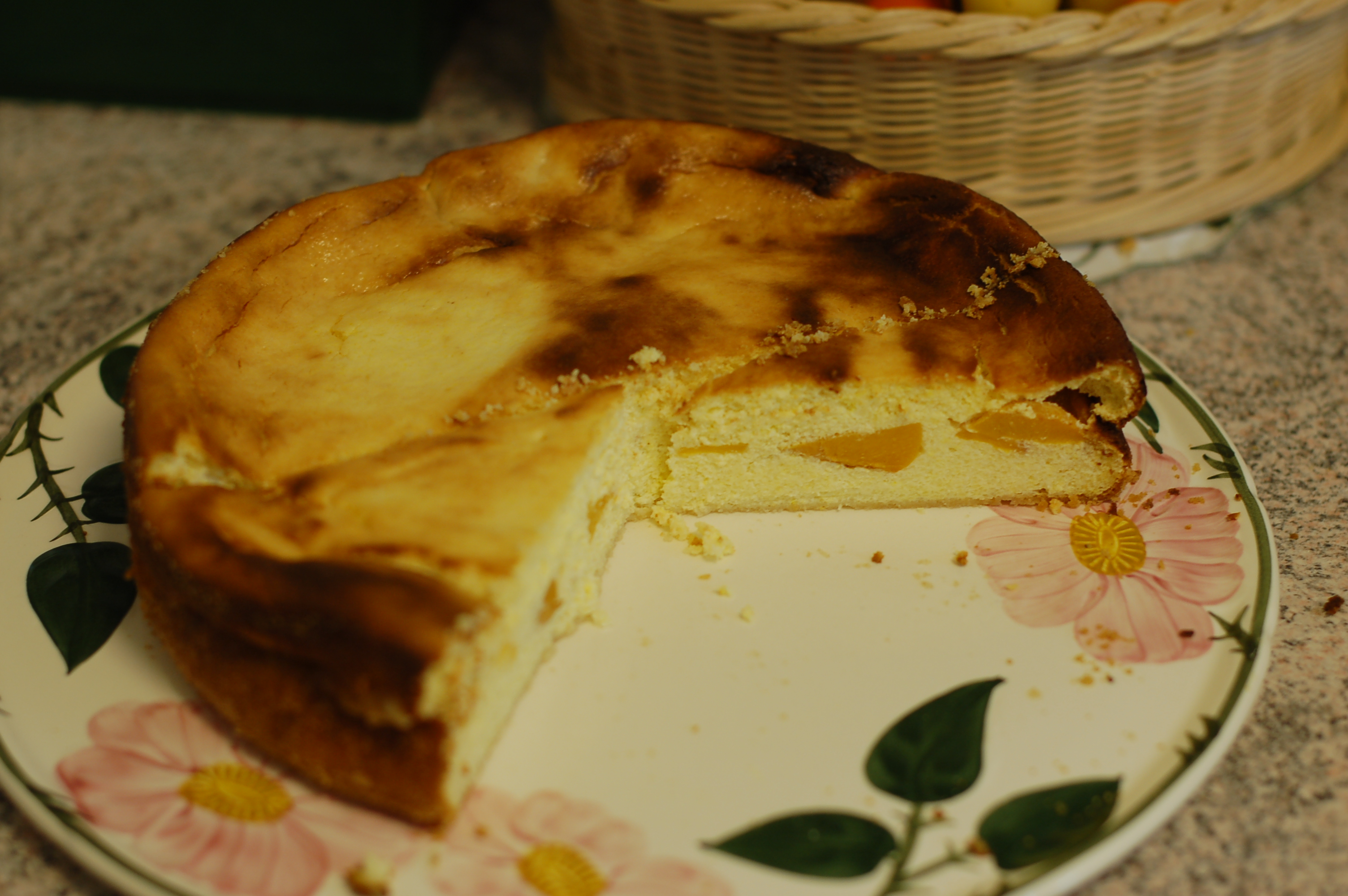
Käsekuchen ohne Boden, gefüllt mit Pfirsich

Es gibt zahlreiche Varianten des Käsekuchens (in manchen Gegenden Mitteldeutschlands umgangssprachlich Kaskuchn): durch die Zugabe von Beeren oder Steinobst (zum Beispiel Himbeeren, Blaubeeren, Brombeeren, rote und schwarze Johannisbeeren, Kirschen, aber auch Rosinen) zur Käsemasse vor dem Backen kann ein Käsekuchen abgewandelt werden. Weitere Möglichkeiten sind das Hinzufügen von Vanille, Vanillin, Zitronenöl oder Ahornsirup.
- In der Schweiz und Deutschland wird Mürbeteig, regional auch Hefeteig, verwendet. Typisch für einen Schlesischen Käsekuchen ist der Boden aus Hefeteig und Streusel.
- In der Deutschschweiz bezeichnet Käsekuchen eine Käsewähe, eine rezente Wähe mit einem Belag aus geriebenem Hartkäse; der süße Kuchen wird als Quarkkuchen oder Quarktorte bezeichnet; wird er nach amerikanischer Art aus Doppelrahmkäse statt Quark hergestellt, auch als Cheesecake.
- Eierschecke ist eine thüringisch-sächsische Spezialität.
- In den Vereinigten Staaten ist auch Erdbeerkäsekuchen („Strawberry cheesecake“) beliebt, welcher nach dem Backen mit einer süßen Masse mit Erdbeergeschmack bestrichen wird. Zu unerwarteter Prominenz gelangte diese Variante, als sie in den 1960er Jahren im Rahmen der Vorsorge für den Atomkriegsfall ausdrücklich in das Bevorratungsprogramm aufgenommen wurde. Der typische amerikanische Käsekuchen hat einen Boden aus Kekskrümeln.
- In Griechenland wird der Käsekuchen traditionell aus Myzithra (Ricotta) hergestellt.[12]
- Eine besondere Zubereitungsart weist der Russische Zupfkuchen auf, der eine Mischung aus Käse- und Schokoladenkuchen ist.
- Ein Beispiel für einen bodenlosen Käsekuchen ist der aus Korsika stammende Fiadone.

Die Variante Tränchenkuchen wird klassisch gebacken, jedoch etwa 10 Minuten vor Ende der Backzeit aus dem Ofen genommen und mit einer Baiserschicht überzogen und dann zu Ende gebacken. Beim Abkühlen schlägt die Feuchtigkeit der Käsemasse durch den Baiser durch und bildet kleine Perlen, die aussehen wie Tränchen.

## Filme
- Käsekuchen – Ein Stück vom Glück. Fernseh-Reportage, Deutschland, 2014, 27:09 Min., Buch und Regie: Ulrike Licht, Produktion: rbb, Reihe: Die rbb Reporter, Erstsendung: 21. April 2014 bei rbb Fernsehen, Inhaltsangabe von rbb. „Die Reportage geht auf die Suche nach dem besten Käsekuchen in Berlin und Brandenburg.“
- Der Käsekuchenmann aus Freiburg – Vom Tellerwäscher zum Erfolgsbäcker. Dokumentarfilm, Deutschland, 2019, 29:47 Min., Buch und Regie: Helena Offenborn, Produktion: SWR, Reihe: made in Südwest, Erstsendung: 11. Dezember 2019 bei SWR Fernsehen, Inhaltsangabe von ARD, online-Video von SWR.